# سهراب احمری
سهراب احمری (زادهٔ ۱ فوریه ۱۹۸۵) روزنامه‌نگار، دبیر و نویسندهٔ ایرانی آمریکایی کتاب‌های غیرداستانی است. او در ۱۹۹۸ در ۱۳ سالگی با خانواده‌اش به آمریکا رفت و فارغ‌التحصیل رشتهٔ حقوق دانشگاه نورث‌ایسترن در بوستون است. احمری دبیر آپ-اد در نیویورک پست و از دبیران کاتولیک هرالد است و پیشتر ستون‌نویس و ادیتور صفحات دیدگاه وال‌استریت جورنال در نیویورک و لندن و از نویسندگان ارشد مجله کامنتری بوده‌است. احمری نویسنده کتابهای رؤیاهای بهار عربی (۲۰۱۲)، فلیسطی‌های جدید (۲۰۱۶), که نقدی است بر این که چگونه سیاست‌های هویتی در حال نابود کردن هنر هستند، و از آتش، با آب (۲۰۱۹), خاطراتی دربارهٔ گرویدنش به کاتولیسیزم رومی، و رشته ناشکسته:کشف حکمت سنت در یک عصر آشوب (۲۰۲۱) است.

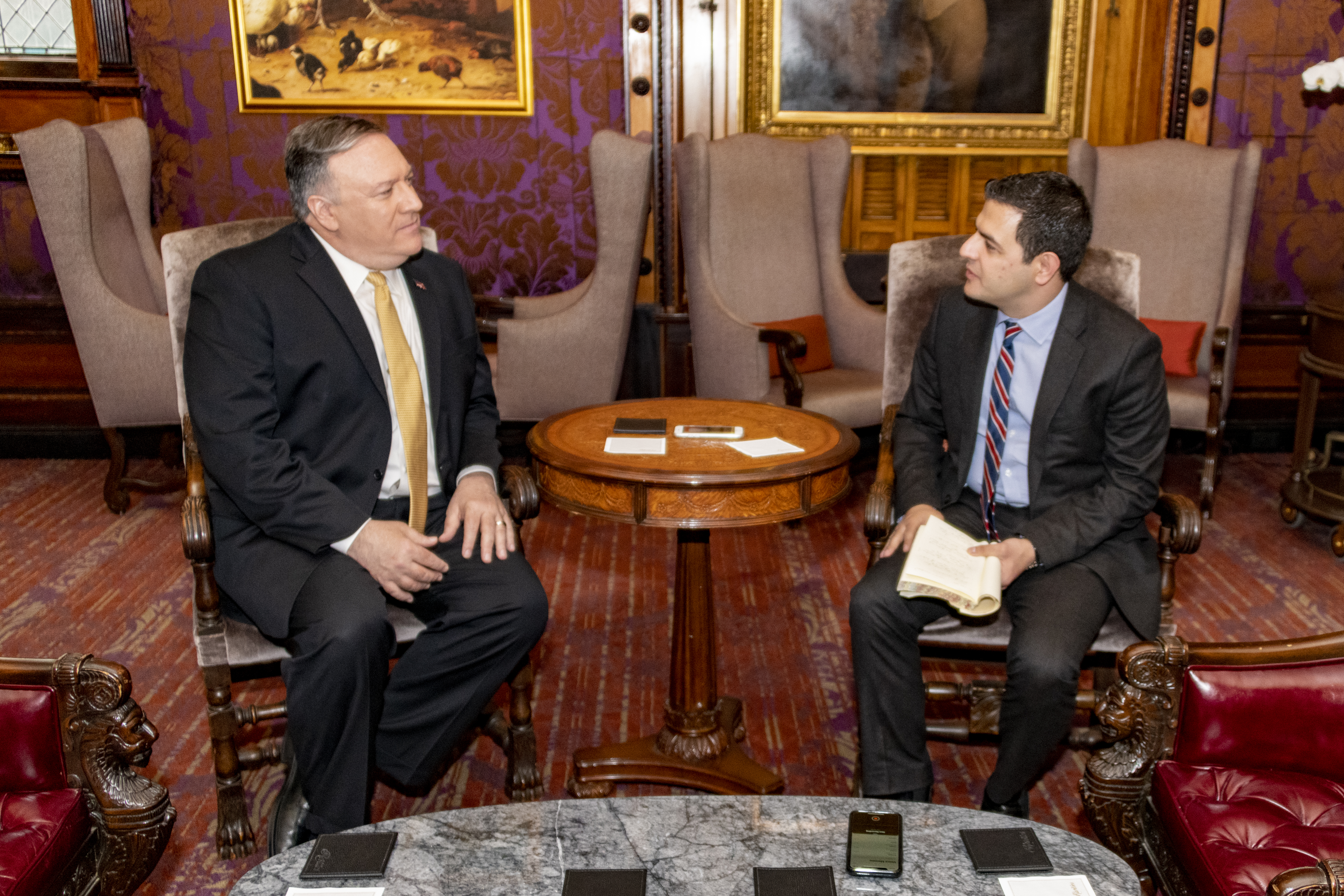
احمری در حال مصاحبه با مایک پامپئو، وزیر امور خارجه وقت آمریکا برای روزنامه نیویورک پست

## فعالیت
احمری پس از کار به عنوان عضو پیوسته رابرت بارتلی در وال استریت ژورنال در سال ۲۰۱۲، به عنوان دستیار دبیر کتاب به این روزنامه پیوست. او سپس نویسنده صفحه سرمقاله مستقر در لندن شد، و به نوشتن سرمقاله و ویراستاری مقالات نسخه اروپایی این روزنامه پرداخت. احمری در این موقعیت‌ها، نقد کتاب، و آپ-اد می‌نوشت، و با سیاستمداران، فعالان و روشنفکران برجسته برای بخش «مصاحبه آخر هفته» آن مصاحبه می‌کرد.

## دیدگاه‌های سیاسی
احمری از سیاستمدارانی چون دونالد ترامپ، ولادیمیر پوتین، و مارین لو پن، به خاطر این که بخشی از روند جهانی به سوی دموکراسی غیرلیبرالو عوام‌گرایی قطبیده فزاینده انتقاد کرده‌است. به هر روی او پس از پیوستن به مجله محافظه کار کامنتری به منتقد صریح الهجه تر ترقی خواهی تبدیل شده، و از آن زمان از ترامپ و ویکتور اوربان حمایت کرده‌است. پس از حضور کم فروغ حزب جمهوری‌خواه در صندوق‌های رأی انتخابات ۲۰۲۲ ایالات متحده آمریکا، او در ستونی در نیویورک تایمز این عدم حضور رای‌دهندگان را ناشی از نبود یک پیام منسجم انتخاباتی دانست و توصیه کرد راست آمریکا باید به مصاعب اقتصادی که متوجه طبقه کارگر است بیشتر بپردازد.

### منازعه با دیوید فرنچ
مناقشه پرسروصدایی بین احمری و دیوید فرنچ نویسنده نشنال ریویو در تابستان ۲۰۱۹ در نتیجه انتشار مقاله جدلی «علیه دیوید فرنچیسم» احمری بروز کرد که نوشتارها و تفسیرهای پرشماری را در نشریات محافظه‌کاری چون نشنال ریویو و دی امریکن کنسروتیو، و نیز رسانه‌های چپگرا چون نیویورک تایمز، نیویورکر و آتلانتیک را باعث شد.
این منازعه از ۲۶ مه ۲۰۱۹، که احمری در توئیتر آشفتگی خود را از یک تبلیغ فیس‌بوک دربارهٔ جلسه کتابخوانی مردان زن‌پوش برای کودکان در یک کتابخانه در ساکرامنتو، کالیفرنیا ابراز کرد و آن را «فتیشیسم دگرجنس‌پوشی» خواند شروع شد. احمری در آن توییت استدلال کرد که هیچ «راه سوم مودبانه دیوید فرنچ-گونه ای برای دور زدن جنگ فرهنگی داخلی» وجود ندارد. این توییت باعث پاسخ فرنچ در نوشتاری در نشنال ریویو در ۲۸ مه با عنوان «نجابت سدکننده عدالت یا خیر عمومی نیست» شد. منازعه پس از انتشار نوشتار «علیه دیوید فرنچیسم» احمری در نشریه محافظه کار مذهبی فرست تینگز در ۲۹ مه ۲۰۱۹ بالا گرفت. احمری در آن نوشتار استدلال کرد فرنچ به حد کافی محافظه‌کار اجتماعی نیست، و این که باور به خودمختاری فرد دارد منجر به اضمحلال کلی جامعه آمریکا می‌شود. هدف قرار دادن مستقیم فرنچ و ایجاد فی البداهه فلسفه سیاسی «دیوید فرنچیسم» باعث بدنامی شایان توجه این نوشتار شد، و پاسخ فرنچ و انتشار تفاسیر متعدد را را موجب شد. در ۵ سپتامبر ۲۰۱۹، فرنچ و احمری در یک مناظره حضوری سیاسی با مجری‌گیری راس دوتت ستون نویس نیویورک تایمز دانشگاه کاتولیک آمریکا در واشینگتن، دی.سی. شرکت کردند، که خود منجر به تفاسیر بسیار دیگر شد.
مرکز مناقشه دیدگاه‌های متفاوت آنها در خصوص نحوه رویکرد محافظه کاران به بحث‌های فرهنگی و سیاسی بود، احمری علیه آنچه «دیوید فرنچیسم» صحبت کرد که او اندیشه‌ای سیاسی تعریف می‌کند که اعتقاد دارد «نهادهای یک جامعه بازار فن سالارانه حوزه‌هایی خنثی هستند که باید در تئوری هم مسیحیت سنتی و هم شیوه‌های لیبرتین و ایدئولوژی پاگانیزه سوی مقابل را در خود جای دهند.» او استدلال می‌کند که این باور به یک جنبش محافظه کارانه ناکارا می‌انجامد، و اعتقاد دارد که بهترین راه برای غالب شدن ارزش‌های فرهنگی محافظه کارانه در جامعه استراتژی «سلب اعتبار کردن … مخالفان و تضعیف یا نابود کردن نهادهایشان» است که او آن را تاکتیکی می‌داند که ترقی‌خواهان در آمریکا از قبل از آن استفاده کرده‌اند، و محافظه کارانی که پیروی سیاست دیوید فرنچ گونه اند را در آنچه او یک جنگ فرهنگی پرخروش در آمریکا می‌داند ناتوان کرده‌است. او استدلال می‌کند که حوزه سیاست باید به عنوان «جنگ و خصومت» دیده شود، و قدرت حکومت باید مستقیماً برای اعمال ارزش‌های فرهنگی محافظه کارانه بر جامعه مورد استفاده قرار بگیرد. در تضاد با این، فرنچ از یک رویکرد لیبرترین محافظه‌کار دفاع می‌کند که در آن بر نجابت، نزاکت و احترام برای حقوق فردی تأکید می‌شود و استدلال می‌کند که باورهای احمری فلسفه لیبرالیسم کلاسیکی را که پدران بنیان‌گذار ایالات متحده آمریکا بر آن بوده‌اند رها می‌کند. او نقد مشخصی بر علاقه احمری بر مداخله مستقیم حکومت در زندگی افراد وارد کرد، مداخله ای که او استدلال می‌کند نه تنها مغایر با آزادی است بلکه از نظر سیاسی برای محافظه کاران تاکتیکی نابودکننده است، که اگر به حکومت مجوز بزرگتری برای مداخله در زندگی خصوصی افراد داده شود منجر به سیاست‌های ترقی‌خواهانه خواهد شد.